# Ключ разумения
«Ключ разумения» — сочинение архимандрита Иоанникия Галятовского, в котором находятся проповеди на различные праздники и теоретические пособия по гомилетике. Труд Иоанникия стал первым систематическим руководством по проповедничеству на восточнославянских землях.

## История издания
Сочинение «Ключ разумения» было направлено для улучшения качества церковных проповедей на Руси. Архимандрит Иоанникий, автор этого сочинения, жалуется на то, что в его время многие люди не хотели слушать священническую проповедь: «теперь не хотят люде слухати Слова Божего, где почнут Слово Божое проповедати, они з церкви утекают». Первое издание книги было отпечатано в 1659 году в типографии Киево-Печерской Лавры, где оно получило название «Ключ разумения, священником, законным и свецким належачый». Спустя год Иоанникий выпустил еще одну книгу такой же тематики: «Казаня, приданыи до книги, «Ключ разумения» названой», которая дополняла «Ключ разумения». В 1663 году львовский печатник Михаил Слезка издал книгу, которая соединила в себе сразу два сочинения Иоанникия:  «Ключ разумения» и «Казаня, приданыи».

## Содержание
Изначально в первом издании книга Ключ разумения включала в себя 2 предисловия и 32 проповеди (20 проповедей на Господские праздники, 10 на Богородичные и 2 на Воздвижение Честного Креста). А в книге «Казаня, приданыи» напечатанной годом позже, уже было только 14 проповедей на дни памяти святых.

## Влияние на иконографию
Стиль первой страницы книги Ключ разумения, где изображен ключ, вошла в основу для изображения на иконах ключа в качестве аллегорического символа. Самым ярким примером этого является икона «Ключ разумения» написанная во 2-й четв. XIX в.